# جنوب شرقی استرالیا فوهن

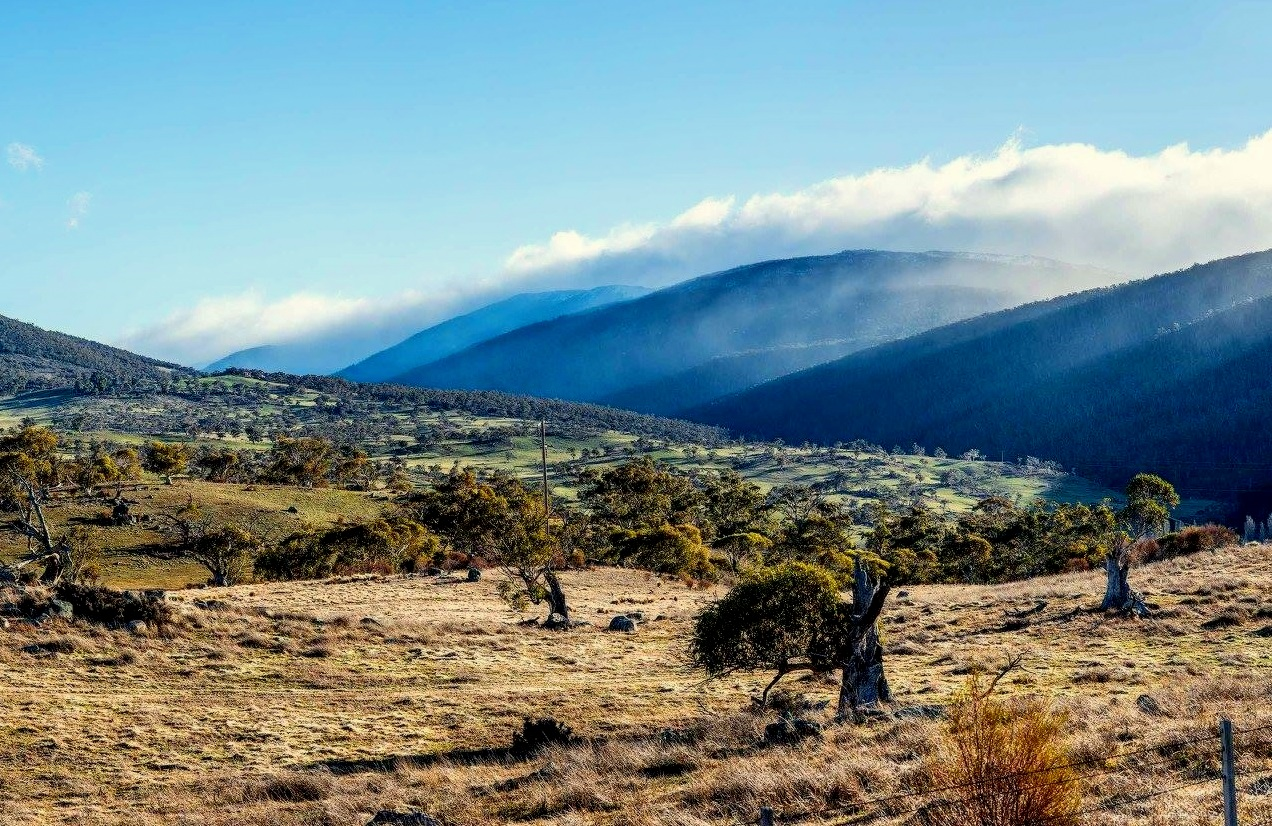
ابر فون بر فراز رشته‌کوه کراکن‌بک، نزدیک جینداباین

باد فون جنوب شرقی استرالیا، باد فون غربی و اثر سایه باران است که معمولاً در دشت ساحلی جنوب نیو ساوت ولز و همچنین در جنوب شرقی ویکتوریا و شرق تاسمانی، در سمت بادپناه رشته کوه بزرگ جداکننده، رخ می‌دهد.
این اثر که بسته به فصل از خنک تا گرم متغیر است، زمانی رخ می‌دهد که بادهای غربی با شیب تندی از رشته‌کوه بزرگ جداکننده به دامنه‌های ساحلی فرود می‌آیند و در نتیجه باعث فشرده‌سازی آدیاباتیک (میزان کاهش دما با ارتفاع) و از دست دادن قابل توجه رطوبت می‌شوند. این اثر با نام‌های دیگری مانند چینوک استرالیایی، باد بزرگ جداکننده، فوهن بزرگ جداکننده یا به‌طور خلاصه فوهن غربی شناخته می‌شود.
اثر فوهن که معمولاً از اواخر پاییز تا بهار رخ می‌دهد، هرچند در تابستان (به‌ویژه در شرق تاسمانی) کاملاً بی‌سابقه نیست،  عمدتاً زمانی رخ می‌دهد که یک سامانه جبهه‌ای غربی یا جنوب غربی (که هوای بارانی و بادی را برای پایتخت‌های جنوبی مانند ملبورن، پرت و آدلاید به ارمغان می‌آورد) از بالای رشته‌کوه بزرگ جداکننده عبور می‌کند و در نتیجه شرایط صاف تا نیمه ابری و نسبتاً گرم‌تری را در سمت چپ ایجاد می‌کند. 

## ریشه‌ها

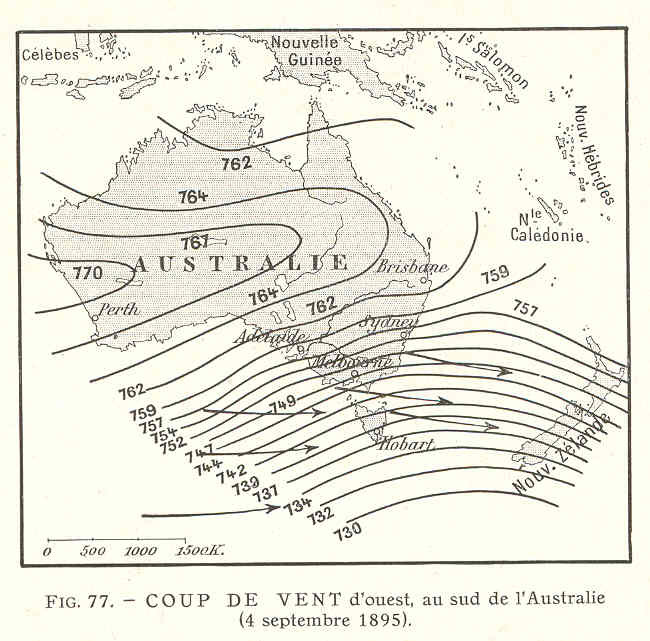
بادهای فوئن معمولاً زمانی رخ می‌دهند که کمربند باد غربی به سمت شمال حرکت می‌کند.

اثر فوئن در دشت‌های ساحلی جنوب شرقی استرالیا عمدتاً با عبور یک سیستم کم‌فشار عمیق یا جبهه‌های هوای سرد غربی از خلیج بزرگ استرالیا و جنوب شرقی استرالیا مرتبط است که باعث می‌شود بادهای قوی تقریباً عمود بر برخی از بخش‌های رشته‌کوه بزرگ جداکننده، عمدتاً بین اواخر پاییز تا زمستان و بهار، به‌ویژه در طول فاز منفی AAO، جهت‌گیری مجدد کنند. وقوع آنها به دلیل انسداد ناقص کوه‌نوردی هوای نسبتاً مرطوب سطح پایین و فرونشست هوای خشک‌تر سطح بالایی در بادپناه کوهستان است.
وقوع پدیده فوهن در دشت‌های ساحلی جنوب شرقی همچنین می‌تواند زمانی رخ دهد که بادهای گرم و شمال غربی از داخل کشور بوزند (حتی زمانی که رطوبت کمی در سمت بادگیر وجود دارد)، زیرا هوا هنگام پایین آمدن به دشت‌ها سریع‌تر از زمانی که هنگام بالا رفتن از رشته‌کوه‌ها سرد می‌شود، گرم می‌شود.
معمولاً بین ۶۰ کیلومتر بر ساعت (۳۷ مایل بر ساعت) تا ۷۰ کیلومتر بر ساعت (۴۳ مایل بر ساعت)، گاهی اوقات ممکن است توسط یک توده هوای قطبی بزرگ از جنوب غربی قاره در اقیانوس منجمد جنوبی که به سمت شرق یا شمال شرقی از طریق ویکتوریا به سمت ساحل شرقی حرکت می‌کند، ایجاد شوند. علاوه بر این، دما در بادپناه رشته‌کوه بزرگ جداکننده (به دلیل اثر کاتاباتیک) به‌طور قابل توجهی افزایش می‌یابد، زمانی که جبهه‌های سرد، هوای گرم و خشک را از بیابان به ایالت‌های شرقی کشور و بر فراز رشته‌کوه می‌رانند (این امر عموماً با یک موج رو به جنوب دنبال می‌شود).
به همین ترتیب، شکاف بزرگ آب و هوایی یکی از معدود دلایلی است که سیدنی، در میان سایر مکان‌های دشت ساحلی، در فصل گرم دمای بالایی را ثبت می‌کند اما به ندرت در زمستان به حداکثر دمای سرد می‌رسد. علاوه بر این، هنگامی که بادهای شمال غربی در فصل گرم (مانند باد بریکفیلدر) می‌وزند، گرم‌ترین و خشک‌ترین مناطق جنوب شرقی استرالیا عموماً در امتداد منطقه ساحلی جنوبی نیو ساوت ولز در پناه رشته کوه بزرگ جداکننده و پرتگاه ساحلی به دلیل اثر فوئن قرار خواهند گرفت. همچنین در این ایستگاه‌های بادپناه، ارقام رطوبت نسبی بسیار پایین‌تری مشاهده می‌شود.

## تشکیل

تصویر باد فون (چپ [غرب]: سمت بادگیر، راست [شرق]: سمت بادپناه).

طوفان شن جنوب شرقی استرالیا با سه معیار مشخص می‌شود: بادهای سطحی که از جهت کوهستان می‌وزند، افزایش شدید دمای هوا در سمت بادپناه کوهستان و کاهش رطوبت جوی همراه آن.
همچنان که هوای مرطوب از سمت بادخیز رشته‌کوه‌ها بالا می‌رود، سرد و متراکم می‌شود و در نتیجه در دامنه‌های خلاف جهت باد، بارندگی ایجاد می‌کند. سپس بارش، رطوبت توده هوا را در سمت بادپناه رشته‌کوه‌ها از بین می‌برد و تراکم، دمای هوا را هنگام پایین آمدن از دامنه‌های بادپناه به سمت دشت‌های ساحلی به دلیل تراکم آدیاباتیک افزایش می‌دهد.
در این شرایط، به دلیل تراکم رطوبت هنگام صعود هوا در دامنه‌های رو به باد، یک نوار ابری کوه‌نوردی یا دیوار فون در امتداد خطوط مرزی ارتفاعات جنوب شرقی تشکیل می‌شود. در همین حال، طاق فون، با لایه پهن ابر آلتواستراتوس خود، در جهت باد کوهستان، به شکل یک موج ایستاده در جهت بادِ کوهستان، شکل می‌گیرد. در نقشه‌های هواشناسی، می‌توان نواری از هوای صاف به نام شکاف فون را که بر فراز مسیر بادِ منطقهٔ تقسیم بزرگ قرار دارد، بین دیوار و پوشش ابری قوسی شکل مشاهده کرد. این باد فون را می‌توان باد با نیروی محرکه ترمودینامیکی نامید.
وجود امواج جوی ناشی از توپوگرافی در ارتباط با وقوع فوئن نشان داده شده است که با نزول هوای سطح فوقانی از بالای قله پشته کوه توسعه یافته و به صورت امواج گرانشی با مقیاس وسیع و عمودی به پشت رشته کوه‌ها منتقل می‌شوند. برش باد و قدرت حرکت رو به پایین شیب که در بررسی مدل آشکار شده است، همچنین نشان می‌دهد که هجوم شرایط فون منجر به افزایش تلاطم در نزدیکی سطح زمین می‌شود، که در شرایط باد شدید مشاهده شده در ایستگاه‌های بادپناه مشهود است. علاوه بر بادهای فوئن، همین بادهای غربی، نسیم‌های خنک دریایی که از شمال شرقی می‌آیند را نیز دفع می‌کنند و از این طریق مانع از توسعه آنها در کرانه شرقی دریا می‌شوند.
یک موج گرانشی که به صورت عمودی در منطقه آسیب دیده منتشر می‌شود، وجود دارد. حرکت نزولی روی دیواره ساحلی قوی‌تر از حرکت روی رشته‌کوه اصلی است و با برش قوی‌تری همراه است. بادهای رو به پایین، به ویژه در نزدیکی سطح بادپناهِ دیوارهٔ ساحلی، معمولاً قوی هستند. امواج بادپناه در مقیاس کوچک‌تر، در منطقه آسیب‌دیده به دام افتاده‌اند و وقوع آنها، همراه با برش‌های باد قوی، نشان‌دهنده تلاطم قابل توجهی در سراسر لایه مرزی است که با بادهای سطحی شدید و طوفانی ثبت شده در سمت بادپناه هماهنگ است. در شب، اثر فوئن به دلیل نسیم کوهستانی فروکش می‌کند - این زمانی است که هوای خنک متراکم‌تر از دامنه‌های کوه به سمت پایین جریان می‌یابد تا در سمت باد قرار گیرد و در نتیجه شرایط نسبتاً سردی را در شب و در نتیجه، دامنه دمای روزانه بالایی را فراهم می‌کند.